# Left Hand Path (Album)
Left Hand Path (englisch für Pfad zur linken Hand) ist das Debütalbum der schwedischen Band Entombed. Es erschien im Juni 1990 auf Earache Records und gilt als stilprägend und richtungsweisend für den schwedischen Death Metal.

## Musikstil
Stilistisch verbindet das Album Elemente des Grindcore, etwa der ebenfalls bei Earache Records unter Vertrag stehenden Napalm Death, mit den ausgefeilteren Liedstrukturen von US-amerikanischen Death-Metal-Bands wie Death, Obituary oder Morbid Angel. Dazu kamen die tief unterstimmten Gitarren mit dem spezifischen Klang, durch ein BOSS-HM-2-Pedal und Peavey-Verstärker mit allen Reglern auf zehn erzeugt, den Skogsberg bei der Produktion stark betonte, sowie der brachiale, im Höhen- und Bassbereich ausgearbeitete Schlagzeugklang – eine Mixtur, die auf dem folgenden Album Clandestine weiter perfektioniert wurde. Das tiefe Growling von Lars-Göran Petrov erfährt lediglich an wenigen Stellen Variationen, wenn es etwa kurz in klaren Gesang übergeht oder wie auf den beiden CD-Bonustiteln stärker verzerrt ist.
Einige rasend schnelle Grindcore-Einlagen bleiben die Ausnahme der von hartem Riffing bestimmten Platte, auf der insbesondere das Titelstück mit einem Break und anschließendem, von einer Synthesizermelodie eingeleiteten Midtempo-Teil hervorsticht. Er basiert auf einer Melodie aus dem Horrorfilm Phantasm von 1979.

## Entstehungsgeschichte
Im September 1989 hatten Entombed ihr erstes Demo unter dem neuen Namen aufgenommen, es trug den Titel But Life Goes On. Zuvor hatten die Mitglieder in ihrer vorigen Band Nihilist drei Demos veröffentlicht, davon zwei bei Tomas Skogsberg, der auch für die Produktion von Left Hand Path verantwortlich zeichnet, aufgenommen. Left Hand Path, im Dezember 1989 aufgenommen, ist im Wesentlichen Ergebnis dieses Prozesses. Die Bassspuren teilen sich Gitarrist Cederlund und Schlagzeuger Andersson, denn David Blomquist, der den Part noch auf But Life Goes On übernommen hatte, war wieder zu Dismember zurückgekehrt. Lars Rosenberg übernahm den Viersaiter erst nach den Aufnahmen zum Album, auch wenn er auf späteren Ausgaben als Bassist aufgeführt wird. Als Liedautor wird neben Andersson und Cederlund auch der ursprüngliche Bassist von Nihilist, Leif „Leffe“ Cuzner, genannt.

## Texte

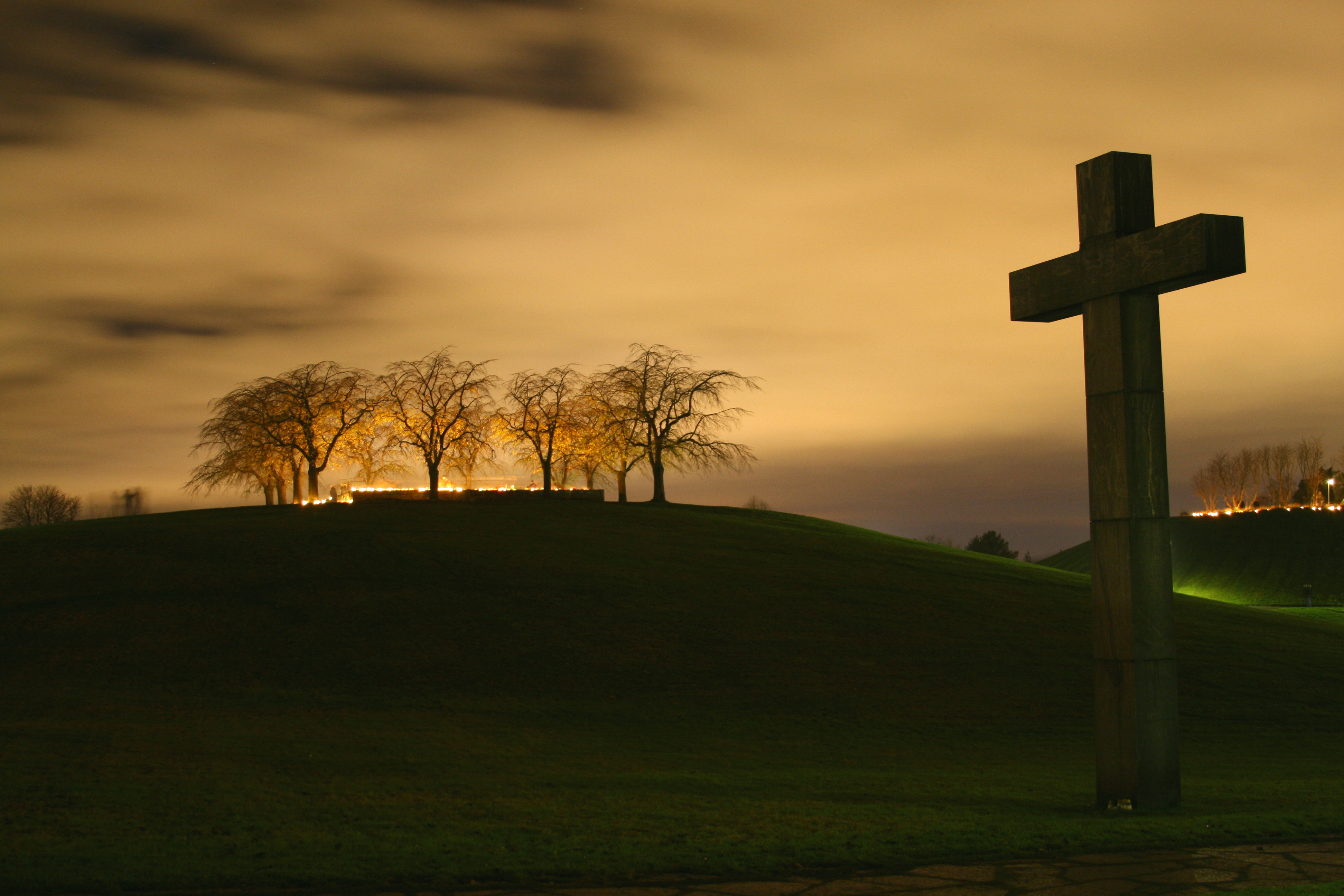
Das Kreuz im Video und Artwork zu Left Hand Path im Stockholmer Skogskyrkogården.

Die Texte auf Left Hand Path, von Andersson und Hellid verfasst, sind häufig dem Gore-Bereich zuzuordnen, andere vermitteln apokalyptische Eindrücke, wie auch der Vers im Beiheft:

“What man has created man can destroy – bring to the light that day of joy.”

Obwohl die Band bei der ersten Strophe des Titelstücks auf Anton Szandor LaVeys Satanische Bibel rekurriert, erklärte Gitarrist Cederlund damals zur individualistisch wirkenden Philosophie der Band:

“[…] to us God is a puppet who each person controls to their own rules. We aren’t atheist, christian or satanist or anything like that, it’s just our way of creating a debate on the actual meaning of religion, heaven and hell, good and evil and subjects like that.”

## Rezeption
Erhielt Left Hand Path zur Zeit der Veröffentlichung gute, aber nicht euphorische Kritiken, etwa von Frank Albrecht vom Rock Hard, der 8,5 von 10 Punkten vergab und noch eine Produktion vom amerikanischen Morrisound-Kaliber für wünschenswert hielt, wird das Album im Nachhinein mit Superlativen wie „Klassiker“ und „Referenzwerk“ bedacht. Auf metal.de erhielt das Album 2007 10 von 10 Punkten, auf Allmusic.com erhielt es 4,5 von 5 Sternen.
Im Buch „Best of Rock & Metal“ des deutschen Rock-Hard-Magazins belegte Left Hand Path den 176. Platz der nach Meinung der Redaktion 500 besten Alben. Im Februar-Heft 2010 wurde die Platte vom Rock Hard hinter Leprosy von Death zur Nr. 2 der 25 wichtigsten Death-Metal-Alben gewählt.

## Titelliste
1. Left Hand Path – 6:41
2. Drowned – 4:04
3. Revel in Flesh – 3:45
4. When Life Has Ceased – 4:13
5. Supposed to Rot – 2:06
6. But Life Goes On – 3:02
7. Bitter Loss – 4:25
8. Morbid Devourment – 5:27
9. Abnormally Deceased – 3:01
10. The Truth Beyond – 3:28
11. Carnal Leftovers – 3:00 Bonus-Track
12. Premature Autopsy – 4:26 Bonus-Track

## Video
Wesentlicher Bestandteil des Erfolgs der ersten Entombed-Platte war das von Kim Hansen gedrehte Musikvideo, das die Band neben Live-Szenen u. a. an einem monumentalen Kreuz auf dem größten Stockholmer Friedhof Skogskyrkogården zeigte.

## Artwork
Im Innencover wurde das Motiv der Band vor dem Kreuz ursprünglich bereits von Fotograf Micke Lundstrom geprägt, es wurde neben dem Covermotiv des Death-Metal-Künstlers Dan Seagrave zum Erkennungszeichen der Band in dieser Phase.